# Parachernes nubilis
Parachernes nubilis är en spindeldjursart som beskrevs av Clarence Clayton Hoff 1956. Parachernes nubilis ingår i släktet Parachernes och familjen blindklokrypare. Inga underarter finns listade i Catalogue of Life.